# Fred Sekunde
Friedrich (Fred) Sekunde, född 16 april 1923 i Dortmund, död 23 februari 1994 i Malmö, var en tysk-svensk teckningslärare, målare, tecknare och skulptör.
Han var son till järnvägstjänstemannen Fritz Sekunde och Luise Kruse och mellan 1958 och 1974 gift med Gunlög Gustavsson. Sekunde studerade vid Staatliche Kunstakademie i Düsseldorf och privat för skulptören Karel Niestrath. Han avlade en konstpedagogisk examen 1949 och kom samma år till Sverige där han blev svensk medborgare 1958. Som stipendiat vistades han en termin vid konstakademien i Karlsruhe och ett par månader vid Art school of California 1965. 
Separat ställde han ut i Uppsala, Helsingborg, Karlsruhe och Berlin. Han medverkade i Nationalmuseums utställning Unga tecknare samt Sörmlandssalongerna och Stockholmssalongen på Liljevalchs konsthall samt Helsingborgs konstförenings vårsalong. Bland hans offentliga arbeten märks granitskulpturen Pelare i Markaryd. 
Hans konst består av nonfigurativa skulpturer i gips, trä, sten och skrot samt målningar i olja, applikationer och metallcollage. Sekunde är representerad vid Folkwangmuseum i Essen och Ängelholms kommun.  